# تپه یانخ بلاغ ۲
تپه یانخ بلاغ ۲ مربوط به دوران پیش از تاریخ ایران باستان تا دوران‌های تاریخی پس از اسلام است و در شهرستان بوئین‌زهرا، روستای طبلشکین واقع شده و این اثر در تاریخ ۲۴ فروردین ۱۳۸۲ با شمارهٔ ثبت ۸۱۸۱ به‌عنوان یکی از آثار ملی ایران به ثبت رسیده است.